# NGC 311
NGC 311 este o galaxie lenticulară situată în constelația Peștii. A fost descoperită în 15 septembrie 1828 de către John Herschel.